# Sent Prist de Taurion
Sent Préch Taurion (en francès Saint-Priest-Taurion) és un municipi francès situat al departament de l'Alta Viena i a la regió de la Nova Aquitània.

## Demografia
| 1962                                       | 1968  | 1975  | 1982  | 1990  | 1999  | 2007  |
| ------------------------------------------ | ----- | ----- | ----- | ----- | ----- | ----- |
| 1.656                                      | 1.687 | 1.690 | 2.226 | 2.506 | 2.613 | 2.684 |
| Des de 1962: població sense dobles comptes |       |       |       |       |       |       |

## Administració
| Període | Identitat     | Partit |
| ------- | ------------- | ------ |
| 2001-   | Bernard Dupin |        |